# Amoako Boafo
Amoako Boafo, est un peintre ghanéen né en 1984 à Accra qui vit et travaille à Vienne (Autriche).

## Biographie
Sa vocation artistique a du mal à s'épanouir au Ghana jusqu’à ce qu’un bienfaiteur finance son inscription dans une école d’art, d’abord à Accra, puis en 2013 à Vienne, où il réside depuis lors. Tout comme l’artiste afro-américain Kehinde Wiley ou la Britannique d’origine ghanéenne Lynette Yiadom-Boakye, il veut mettre les Noirs et leur dignité au premier plan de son art. S’emparant de la technique de grands maîtres occidentaux, comme la ligne sinueuse de l’Autrichien Egon Schiele, même si on le compare plus à Kees van Dongen, il veut « décoder les nuances de la couleur de la peau » dans ses portraits. Il peint les visages au doigt, dans des nuances de brun, ocre, bleu céruléen, vert mousse et jaune safran. afin « d’obtenir une intensité et une énergie que je n’aurais pas avec une brosse ».
Kehinde Wiley (qui a réalisé le portrait officiel de Barack Obama exposé à la National Portrait Gallery) est le premier à remarquer ses tableaux en 2018 sur Instagram et à lui acheter une œuvre. Il conseille à quatre galeristes dont Bennett Roberts de Roberts Projects de le suivre. Installée à Chicago, la galeriste franco-somalienne Mariane Ibrahim le remarque également sur les réseaux. En Janvier 2019, son exposition inagurale « I SEE ME » s’ouvre à la représentation « Black Diaspora » chez la galerie Roberts Projects à Los Angeles. Bien que « son travail n’a pas été immédiatement accepté, car il cassait les codes visuels des artistes afro-américains », ses tableaux attirent rapidement les acheteurs sur Art Basel Miami Beach. Le 13 février 2020, le premier lot de l’Evening Sale à la maison de vente aux enchères Phillips, Lemon Bathing Suit, qui était estimé entre 30 000 et 50 000 livres atteint 675 000 livres.
La collectionneuse Eva Dichand a acquis le tableau Cobinnah datant de 2019. En décembre 2019, Boafo fut le premier artiste en résidence du nouveau Rubell Museum à Miami. Après le palais Albertina de Vienne et le Rubell Museum, le musée Guggenheim de New-York puis le LACMA de Los Angeles font rentrer l’une de ses œuvres dans ses collections, dont les prix s’échelonnent alors entre 160 000 et 185 000 dollars. Après son compatriote El Anatsui, il est l'artiste africain le plus coté. La galeriste Marine Ibrahim devait accueillir sa première exposition personnelle en juin 2020, mais elle est repoussée à septembre en raison de la crise sanitaire.
Directeur artistique de Dior Homme depuis 2018 Kim Jones, qui a passé une partie de son enfance en Afrique, s'enthousiasme pour son style : « Quand j’ai découvert un portrait de Boafo représentant un homme vêtu d’une chemise ornée d’un imprimé lierre, je n’ai pas hésité une seconde: je devais en faire quelque chose! Le lierre est emblématique de la maison Dior » : les imprimés, les couleurs, les textures et les allures des portraits de Boafo se retrouvent dans la collection été 2021 dessinée par Jones.
En 2021, il doit ouvrir à Accra une résidence d’artistes dessinée par l’architecte ghanéen David Adjaye afin de permettre aux artistes africains de s'épanouir sur leur continent.